# Drotrecogin
Drotrecogin (Handelsname: Xigris®, Hersteller: Lilly) ist eine rekombinante Form des natürlicherweise im Blutplasma vorkommenden aktivierten Protein C, rhAPC (rekombinantes aktiviertes Protein C), von dem es sich nur durch einzelne Oligosaccharide im Kohlenhydratteil des Moleküls unterscheidet. Drotrecogin gehört zu den Serinproteasen. Es war in der Intensivmedizin bei Erwachsenen im Fall einer schweren Sepsis mit multiplen Organversagen zusätzlich zur Standardtherapie gedacht und unter bestimmten Bedingungen empfohlen. Das Medikament wurde 2011 vom Markt genommen, nachdem die anfängliche positive Nutzen-Risiko-Bewertung nicht aufrechterhalten werden konnte.
Drotrecogin wird gentechnisch aus einer etablierten humanen Zelllinie hergestellt. Es unterscheidet sich von dem natürlicherweise im Plasma vorkommenden aktivierten Protein C durch einzelne an dieses Protein gebundene Oligosaccharide.

## Wirkmechanismus
Die Eigenschaften von Drotrecogin sind mit denen des endogenen humanen aktivierten Protein C vergleichbar.
Das körpereigene Protein wirkt antithrombotisch, indem es die Faktoren Va und VIIIa blockiert. Über die Hemmung von PAI-1 fördert der Wirkstoff die Fibrinolyse. Aktiviertes Protein C unterdrückt zudem die Freisetzung der entzündungsfördernden Zytokine Interleukin-1 und TNF-α.

## Marktrücknahme
Xigris wurde 2002 unter „außergewöhnlichen Umständen“ zugelassen. Ein solches Verfahren wird angewendet, wenn der Antragsteller nachweisen kann, dass es nicht möglich ist umfassende Daten über die Wirksamkeit und Sicherheit des Arzneimittels vorzulegen, entweder aufgrund der Seltenheit der Erkrankung, begrenzter wissenschaftlicher Erkenntnisse in dem betreffenden Anwendungsgebiet oder ethischer Überlegungen. Die zu dem Zeitpunkt vorliegenden Ergebnisse der PROWESS-Studie (PROtein-C Worldwide Evaluation in Severe Sepsis) zeigten eine signifikante Verbesserung der 28-Tages-Gesamtmortalität. Die Studie an 1.690 Patienten mit schwerer Sepsis war daraufhin vorzeitig abgebrochen worden, die Zulassung wurde mit der Auflage für eine jährliche Neubewertung erteilt. 2007 befand die EMA, dass nachfolgende Studien die in der Pivot-Studie PROWESS gefundene Wirksamkeit nicht reproduzieren konnten und forderte weitere klinische Daten.
Eine im April 2011 veröffentlichte Cochrane-Analyse ergab, dass in weiteren fünf klinischen, randomisierten Studien kein signifikanter Überlebensvorteil für Patienten mit Sepsis durch die Behandlung mit Drotrecogin aufgezeigt wurde.
Nachdem 2011 die Ergebnisse einer Studie zur Behandlung des septischen Schocks (PROWESS-SHOCK-Studie) die Endpunkte verfehlten, wurde das positive Nutzen-Risiko-Verhältnis für Drotrecogin erneut in Frage gestellt. Der Hersteller Eli Lilly verkündete im Oktober 2011 die weltweite Einstellung des Verkaufs des Medikaments.